# 大安寺 (福井市の地域)
大安寺（だいあんじ）は、福井県福井市の地域。名称は大安寺から。

## 人口
大安寺には2024年1月1日現在1088人が住んでおり、世帯数は426世帯。そのうち男性が532人、女性は556人。